# Weingut Rainer Schnaitmann

Logo des Weinguts

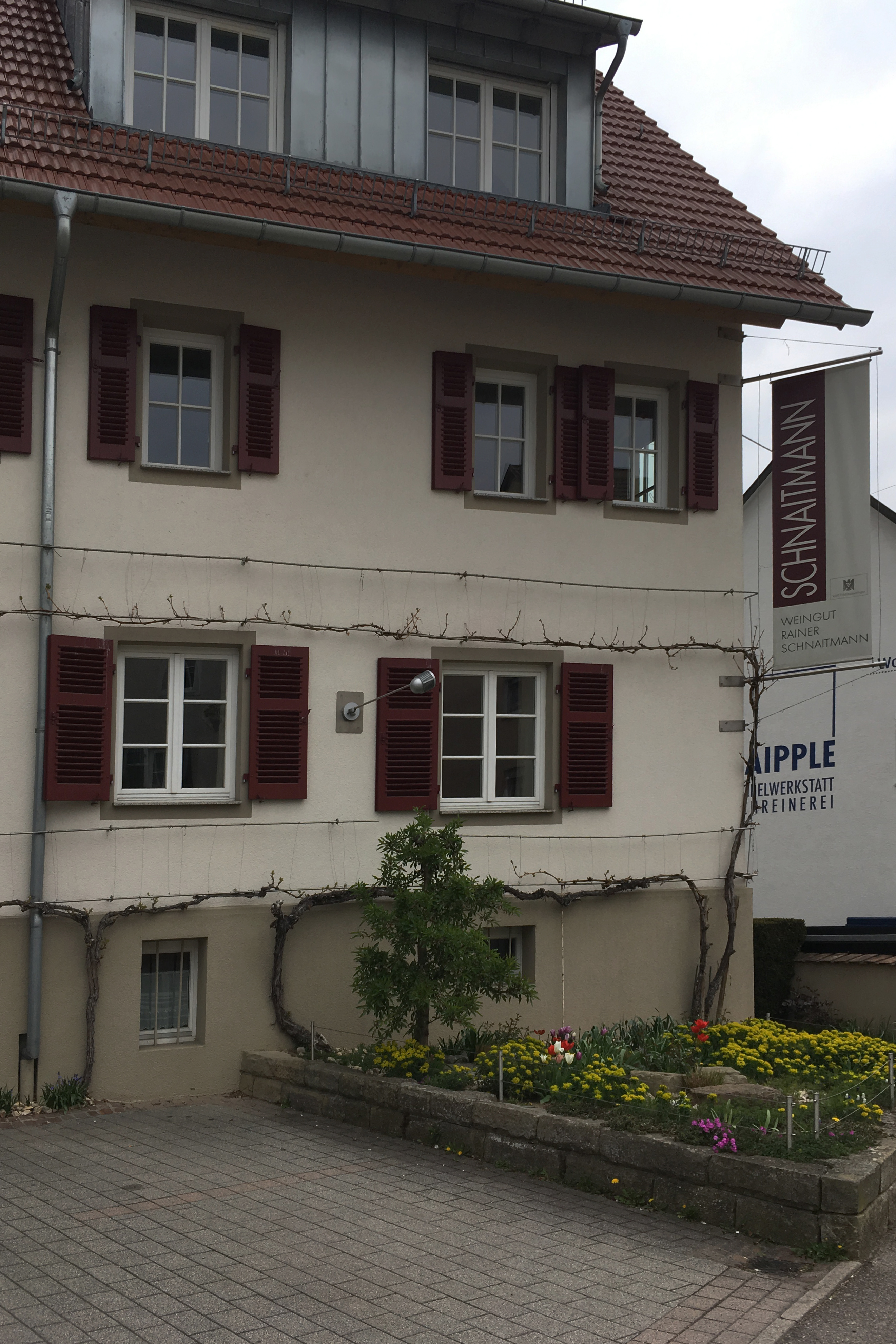
Weingut Schnaitmann

Das Weingut Rainer Schnaitmann befindet sich in der baden-württembergischen Stadt Fellbach im deutschen Weinbaugebiet Württemberg. Es produziert auf 10,2 ha Rebfläche 70.000 Flaschen pro Jahr und gehört dem Verband Deutscher Prädikatsweingüter (VDP) an.

## Geschichte
Das Weingut wurde 1997 durch Rainer Schnaitmann gegründet, der aus einer Familie mit fast 500 Jahren Erfahrung im Weinbau stammt. Im Jahr 2006 wurde das Weingut in den VDP aufgenommen.

## Weinlagen und Rebsorten
Das Kernstück der bewirtschafteten Rebfläche des Weinguts bilden die Lagen Fellbacher Lämmler und Fellbacher Goldberg. Sie werden durch Weinberge in Stuttgart (siehe Weinbau in Stuttgart), im Remstal und im Zabergäu ergänzt.
Die 10,2 ha Rebfläche verteilen sich auf die folgenden Rebsorten: 20 % Trollinger, 17 % Riesling, 16 % Spätburgunder, 14 % Lemberger, 12 % Schwarzriesling, je 6 % Merlot und Sauvignon Blanc. Auf den verbleibenden 9 % werden weitere Sorten wie Samtrot, Gelber Muskateller, Muskat-Trollinger, Dornfelder, Müller-Thurgau und Gewürztraminer angebaut.

## Auszeichnungen
(Auswahl)
- 2011 – Gewinner des Deutschen Spätburgunderpreises
- 2011 – Gewinner der Sauvignon blanc Trophy
- 2011 – Kollektion des Jahres von Wein-Plus[1]
- 2007 – Gault Millau WeinGuide: Vier Trauben und Titel Aufsteiger des Jahres in Deutschland.
- 2005 – Aufnahme in die Liste der 100 besten Weingüter Deutschlands der Zeitschrift Stern.